# Los Adaes
Los Adaes fut la capitale du Texas espagnol sur la frontière nord-est de la Nouvelle-Espagne de 1729 à 1770. Il comprenait une mission, San Miguel de Linares de los Adaes et un Presidio (fort), Nuestra Señora del Pilar de Los Adaes (Notre Dame du pilier de la Adaes). Le nom Adaes représente le nom du peuple  amériendiens Adai, qui devaient être desservis par la mission.
Le site est situé dans la paroisse de Natchitoches actuelle, en Louisiane. La désignation de Los Adaes State Historic Site préserve le site. Il a été classé comme Monument National Historique (National Historic Landmark).

## Histoire
Bien que l'Espagne revendiquait une grande partie de la côte du golfe nord-américaine  comme faisant partie de leur territoire colonial, ils ignorèrent la région à l'est du fleuve Rio Grande tout au long du XVIIe siècle. En 1699, des forts Français ont été établis dans la baie de Biloxi et sur le fleuve Mississippi, mettant fin au contrôle exclusif de l'Espagne sur la côte du Golfe. L'Espagne a reconnu que l'empiétement Français pourrait menacer d'autres régions espagnoles, et ils ont ordonné la réoccupation du Texas comme un tampon entre les colonies de Nouvelle-Espagne et Française en Louisiane. 
Le 12 avril 1716, une expédition menée par Domingo Ramón partit San Juan Bautista de Tejas, ayant l'intention d'établir quatre missions et un presidio. En même temps, les Français construisaient un fort à Natchitoches, ayant fondé la ville en 1714. L'espagnol a répliqué par la Fondation de deux autres missions juste à l'ouest de Natchitoches, comme San Miguel de los Adaes (pour un total de six missions dans la région). Les deux missions de ce dernier étaient situées dans une zone contestée ; la  France réclamait le fleuve Sabine pour être la limite ouest de la Louisiane coloniale, tandis que l'Espagne réclamait la rivière Rouge du Sud comme frontière orientale du Texas colonial, laissant un chevauchement de 72 km. 